# Marc Fluixà Franch
Marc Fluixà Franch (Deltebre, Baix Ebre, 30 de maig de 1990) és un palista o remer català.
Com a membre de l'Associació Esportiva Xino-Xano, perfeccionà la seva tècnica al Centre de Tecnificació de la Federació Espanyola de Piragüisme. El 2009 fou subcampió de Catalunya en la prova de velocitat de K-1. Amb la selecció catalana, l'any 2008 guanyà els Jocs de l'Atlàntic en la modalitat de K-1 júnior. També participà en els Quatre Motors i en el Campionat d'Espanya de seleccions. Ha competit en proves de caiac de mar. L'any 2010, juntament amb Pep Pujol, va obtenir el segon lloc en la Mitja Marató Internacional de Banyoles en la modalitat de K-2. Aquest mateix any, competint també amb Pujol, van quedar quarts en la modalitat de K-2 júnior del campionat de Catalunya de velocitat celebrat a Castelldefels sobre una distància de 200 metres. Fluixà també va obtenir el vuitè lloc en K-1. L'any 2008 es va celebrar al saló de Plens de l'Ajuntament de Deltebre un acte d'homenatge als piragüistes Joan Ardit Vélez, Maurici Tomàs i Marc Fluixà, en reconeixement dels seus mèrits esportius. A l'acte, se'ls feu entrega d'una placa de reconeixement.